# Anastrepha macra
Anastrepha macra är en tvåvingeart som beskrevs av Stone 1942. Anastrepha macra ingår i släktet Anastrepha och familjen borrflugor. Inga underarter finns listade i Catalogue of Life.